# Caccinia strigosa
Caccinia strigosa är en strävbladig växtart som beskrevs av Pierre Edmond Boissier. Caccinia strigosa ingår i släktet Caccinia och familjen strävbladiga växter. Inga underarter finns listade i Catalogue of Life.

## Bildgalleri

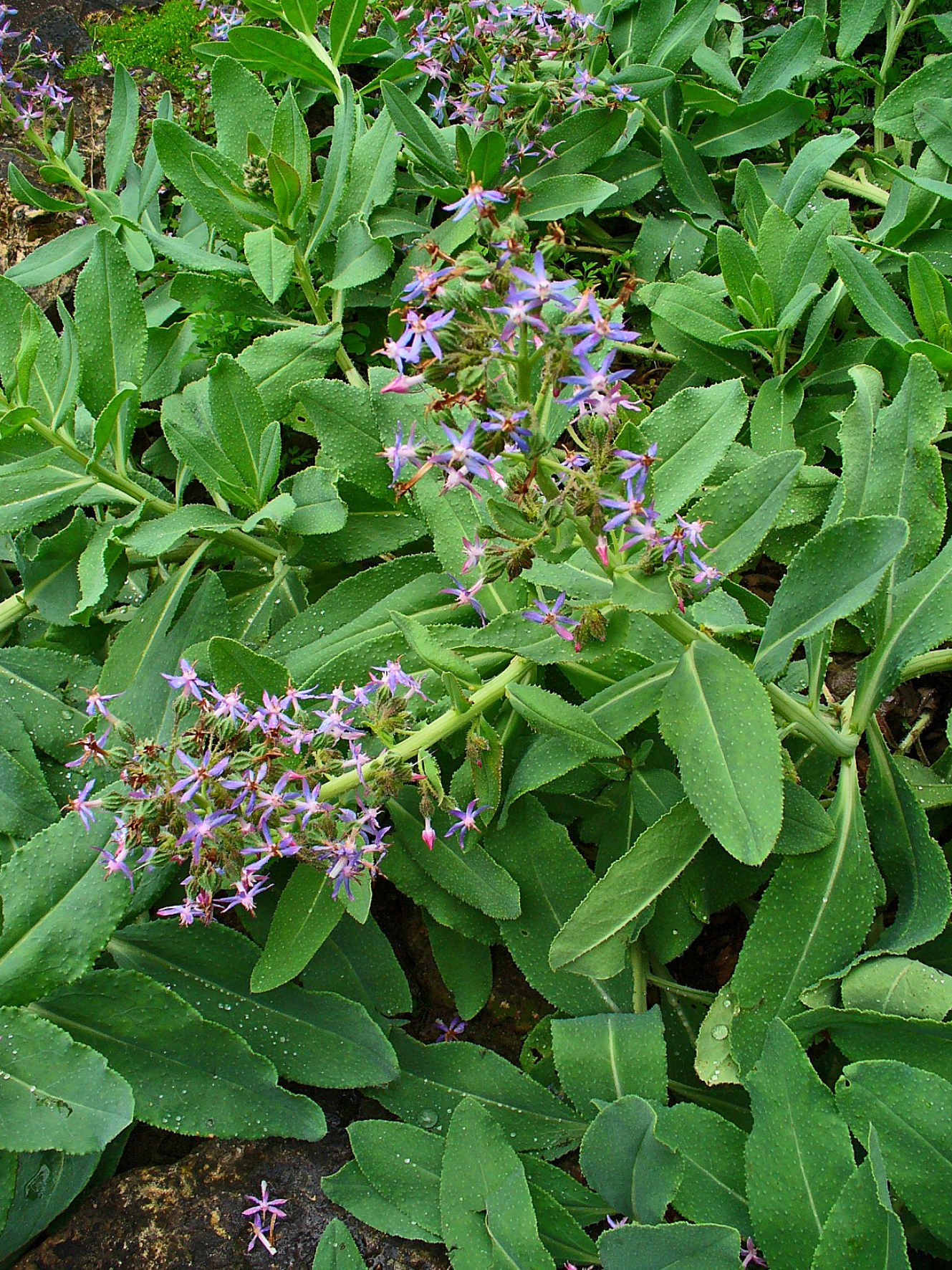
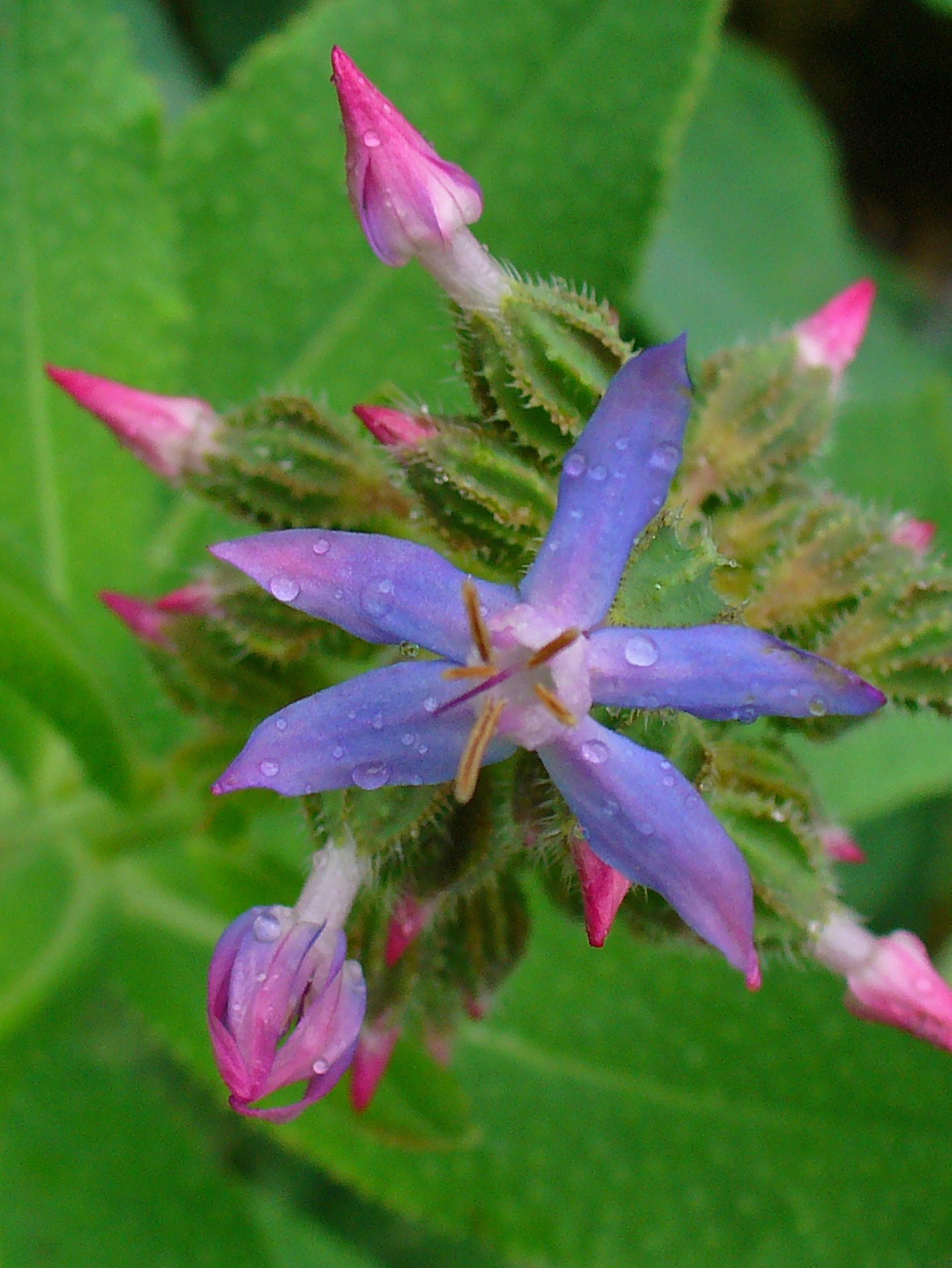